# Emilia Korhonen
Pour les articles homonymes, voir Korhonen.
Emilia Korhonen, née le 13 septembre 1995 à Espoo, est une joueuse  de squash représentant la Finlande. Elle atteint en août 2022 la 109e place mondiale sur le circuit international, son meilleur classement. Elle est championne de Finlande en 2018.

## Biographie
Elle étudie à l'université de Birmingham poursuivant des études de commerce.

## Palmarès

### Titres
- Championnats de Finlande : 2018